# Млаке (община Мута)
Вижте пояснителната страница за други значения на Млак.
Млаке (на словенски: Mlake) е село в Словения, Корошки регион, община Мута. Според Националната статистическа служба на Република Словения през 2015 г. селото има 43 жители.